# Groypers
Groypers são um grupo de ciberativistas alt-right, trolls de Internet e nacionalistas brancos liderados por Nick Fuentes, conhecidos por tentar introduzir a política de extrema-direita no conservadorismo dominante nos Estados Unidos. Eles são conhecidos por terem como alvo outros grupos conservadores e indivíduos cujas agendas consideram muito moderadas e insuficientemente nacionalistas.